# رویتلینگن
رویتلینگن (به آلمانی: Reutlingen) یک سکونتگاه مسکونی در آلمان است که در بادن-وورتمبرگ واقع شده‌است.